# Fēnix
Fēnix is een stalen Wing Coaster  in het Nederlandse Attractiepark Toverland. De achtbaan werd geopend op 7 juli 2018, in het themagebied Avalon. Fēnix is de eerste Wing Coaster van de Benelux, de vijfde achtbaan in Attractiepark Toverland en de eerste attractie aldaar met inversies. De naam van de attractie verwijst naar de Feniks, een mythische vogel. Het thema rondom de attractie staat in het teken van de Keltische mythologie.
Fēnix werd gebouwd door Bolliger & Mabillard.

## Beschrijving
Het entreegebouw van de achtbaan is volledig overdekt en uitvoerig gedecoreerd. De benedenverdieping van het gebouw fungeert tevens als het darkridegedeelte van de attractie Merlin's Quest. Tijdens de 813 meter lange rit maakt de trein drie inversies door en kan een topsnelheid van 95 km/u worden behaald.
Met een kostenplaatje van dertien miljoen euro is de achtbaan een van de duurste pretparkattracties van Nederland.

## Geschiedenis
In 2014 gaf de directrice in een interview met een fansite aan dat er een mega-achtbaan in de plannen stonden. Verdere details werder echter niet gegeven.

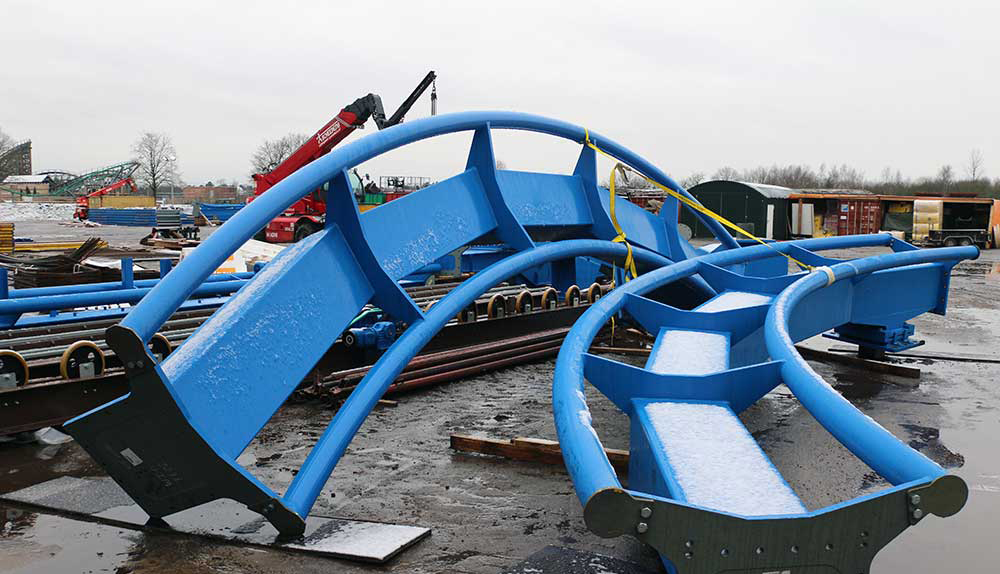
Spoor (2018)

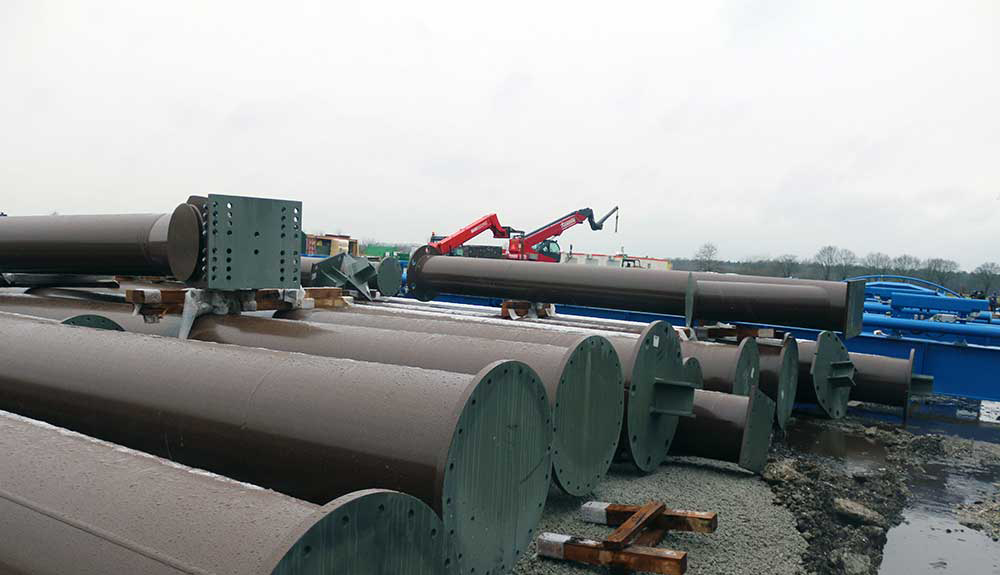
Steunpilaren (2018)

In 2017 bracht Attractiepark Toverland naar buiten dat er in 2018 twee themagebieden geopend zouden worden: Port Laguna en Avalon. In themagebied Avalon kwam achtbaan Fēnix te staan, gebouwd op en rond de voormalige visvijver aan de noordkant van het park. Alvorens de bouw kon beginnen, moest de vijver volledig drooggelegd worden. Op 23 januari 2018 werd het eerste stuk spoor van de achtbaan geplaatst, te weten in het entreegebouw. Eind maart werd begonnen met het plaatsen en monteren van de achtbaansporen buiten het gebouw, om op 18 april het hoogste punt van 40 meter te bereiken. Op 7 mei van dat jaar was de achtbaan compleet en op 4 juni werd na sluitingstijd de eerste testrit met dummy's gemaakt.
Van de gehele bouw werd door het attractiepark een achter-de-schermendocumentaire gemaakt. In de week voor de opening werd het nieuwe themagebied geopend voor onder anderen personeel, media en overige genodigden.
In de winterstop van 2018–2019 werd tussen het station en de optakeling een darkridescène toegevoegd aan de achtbaan. Deze scène staat in het teken van de ijsheks Morgana. Morgana is hier getransformeerd tot een draak. De draak is als animatronic te zien, tezamen met haar volgelingen die afgebeeld zijn als geraamtes met monnikskappen. Deze volgelingen zijn later verwijderd, omdat ze niet voldeden aan de kwaliteitseisen die bezoekers van het park verwachtten.

## Galerij

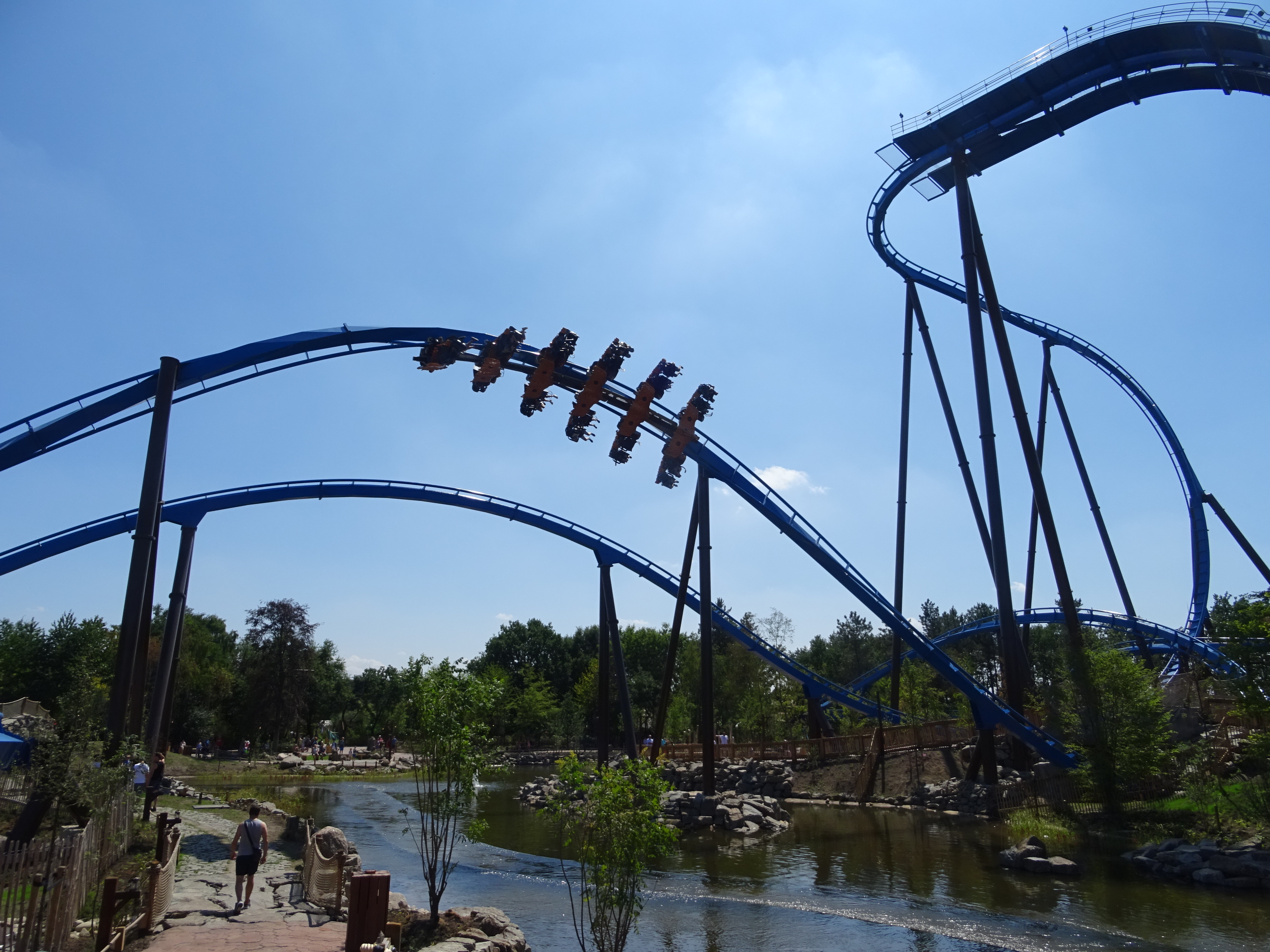
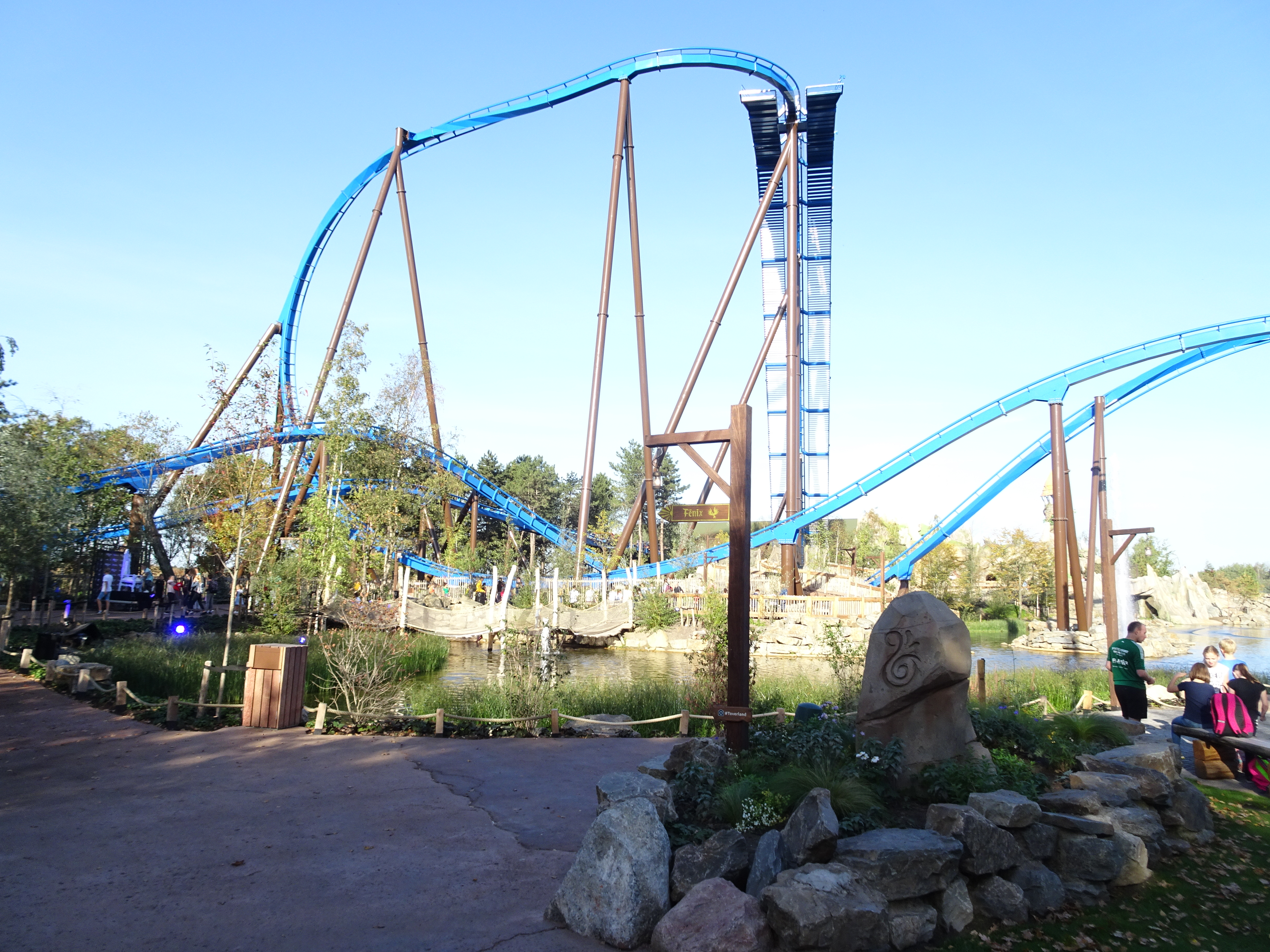
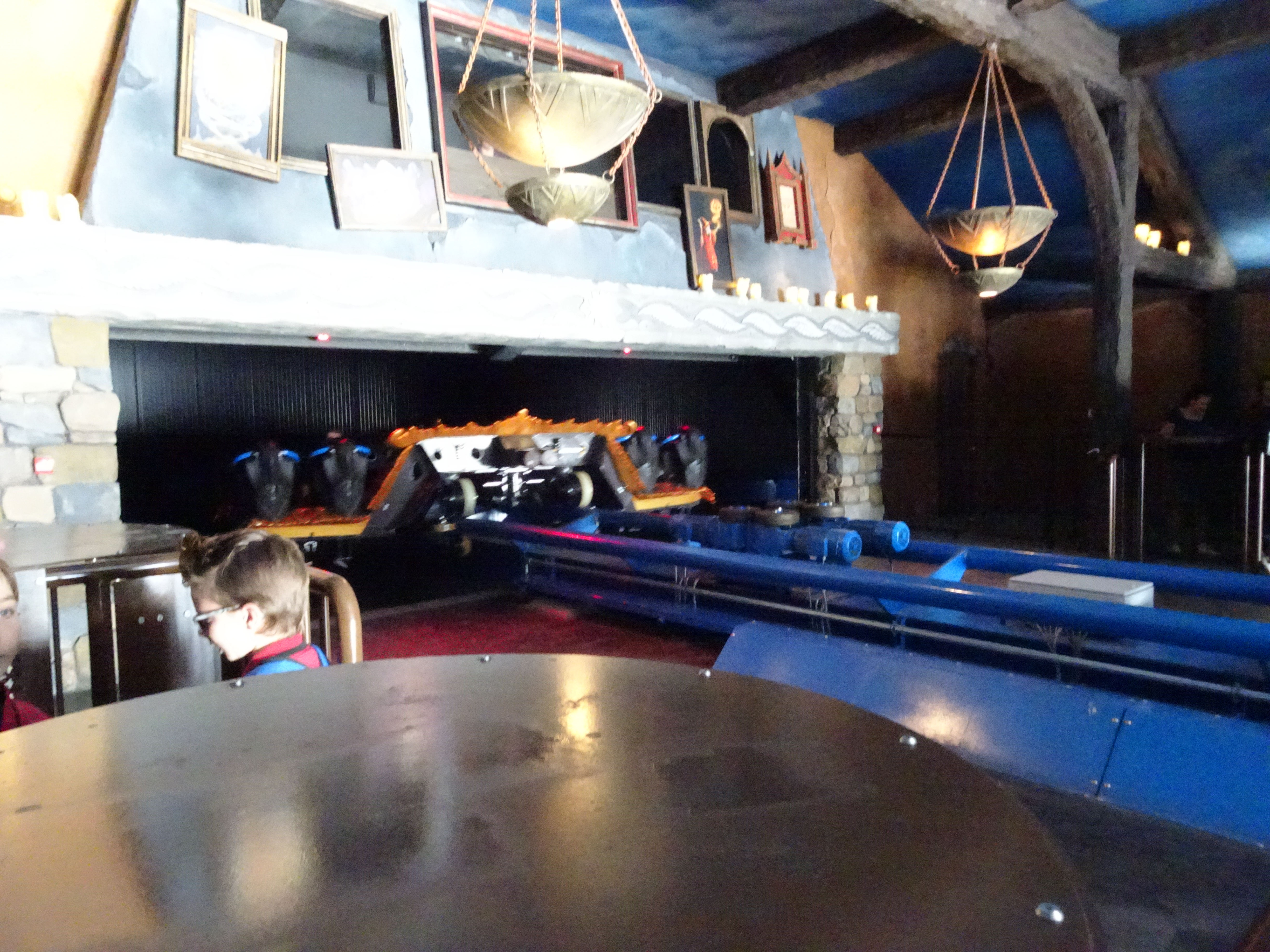
Entreegebouw
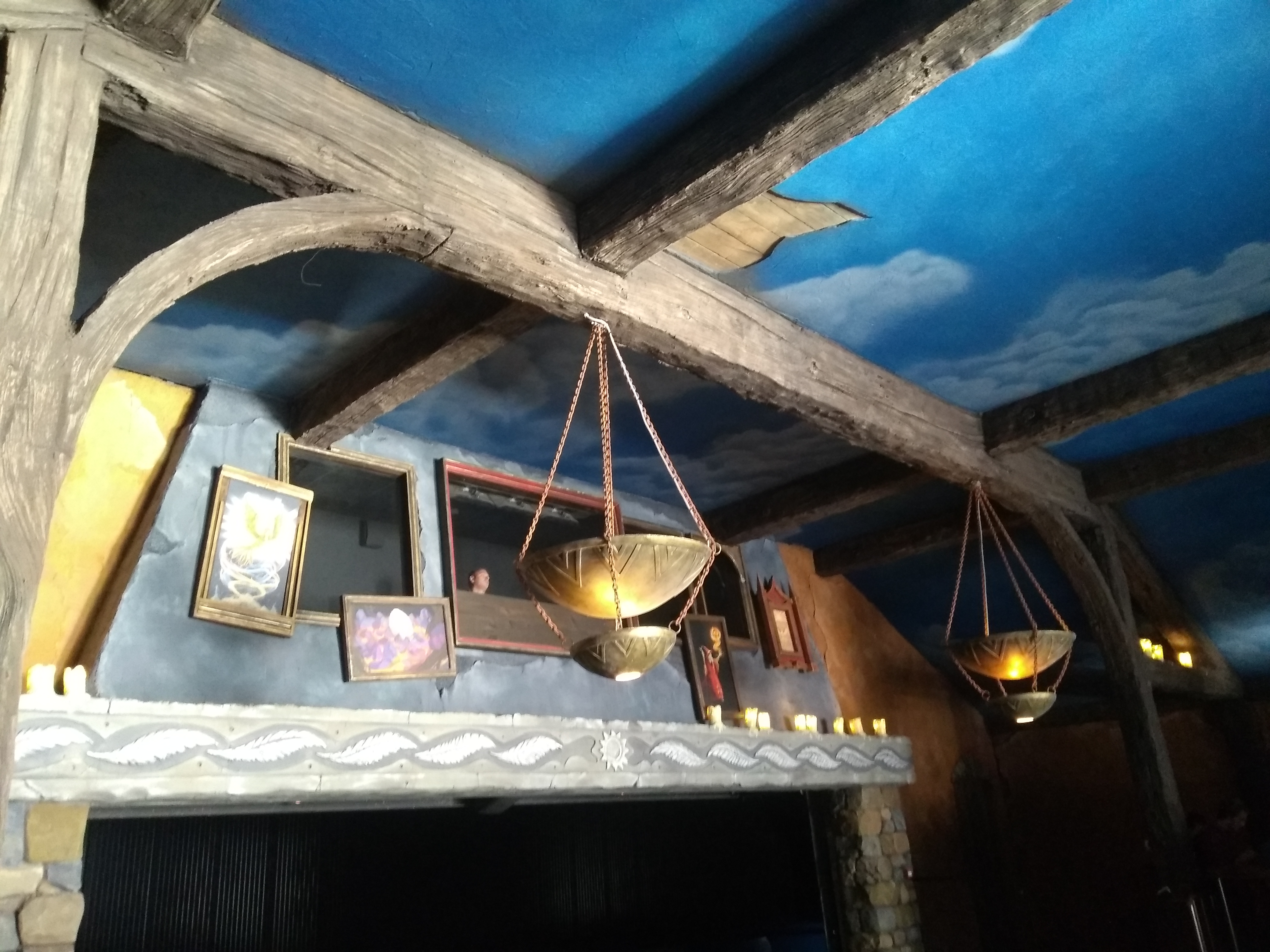
Decoratie in het entreegebouw
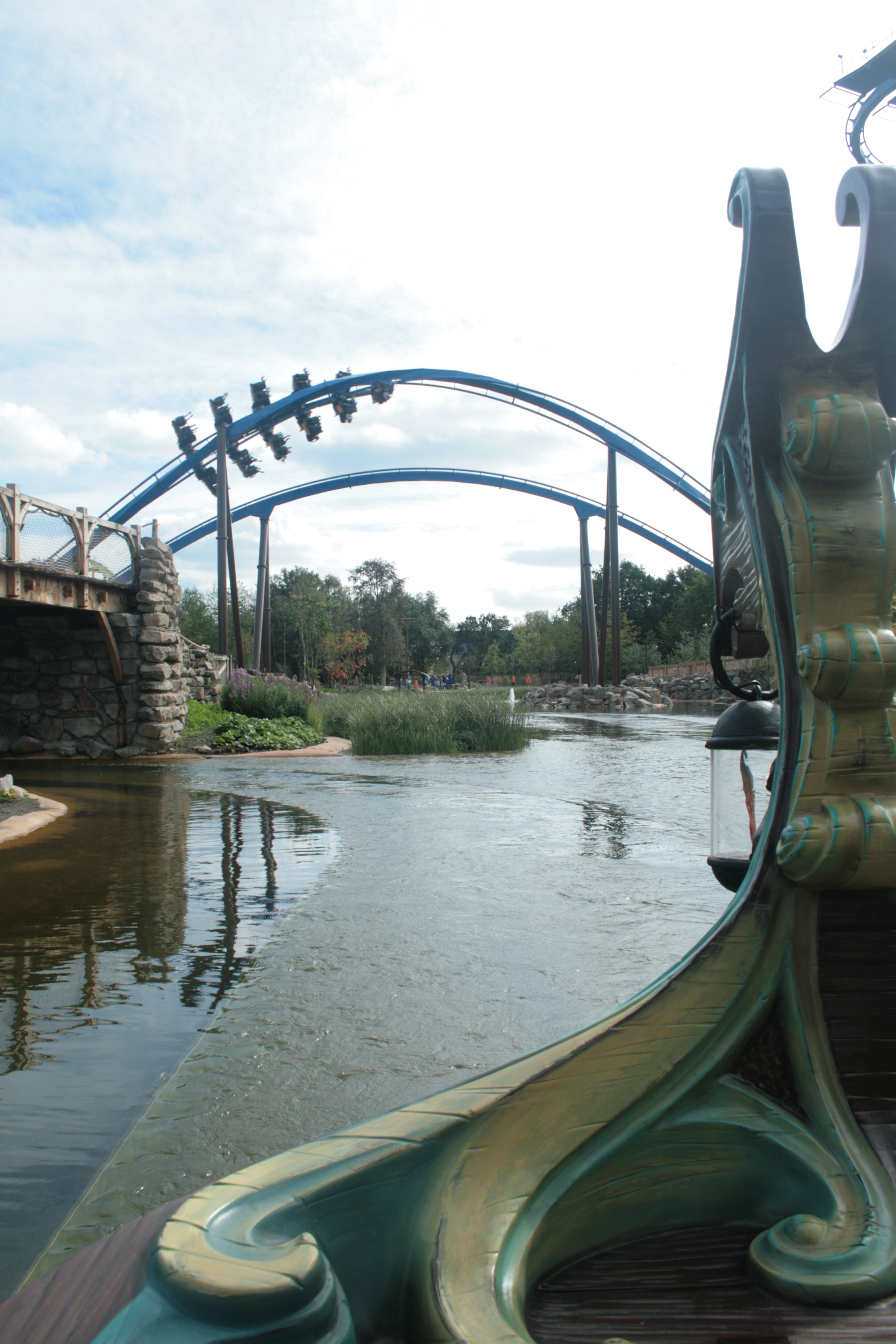
Zicht op de achtbaan vanuit Merlin's Quest
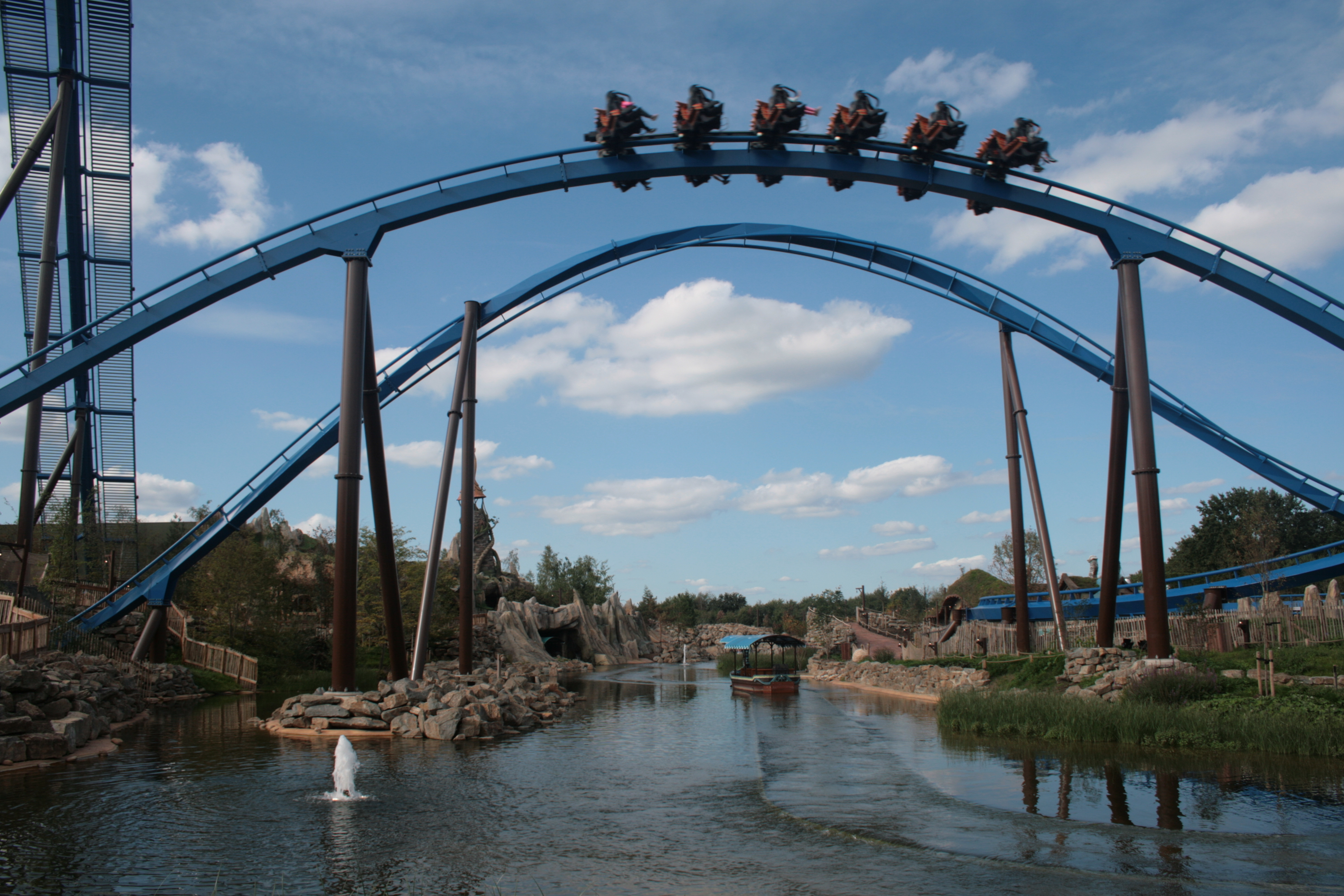
Uitzicht op de vijver
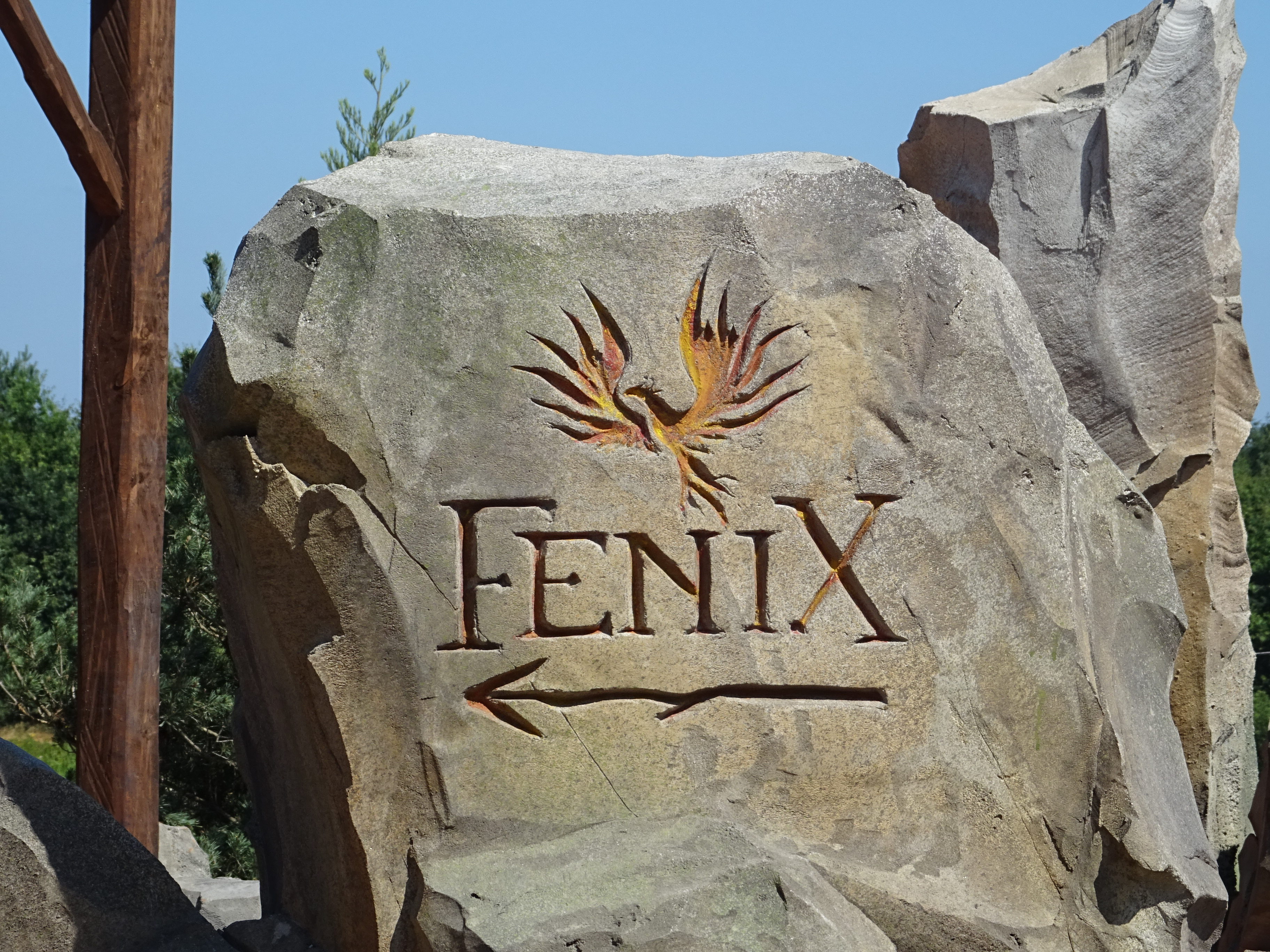
Wegwijzer bij de entree

Lijst van attracties in Attractiepark Toverland · Afbeeldingen